# 警察戦術部隊

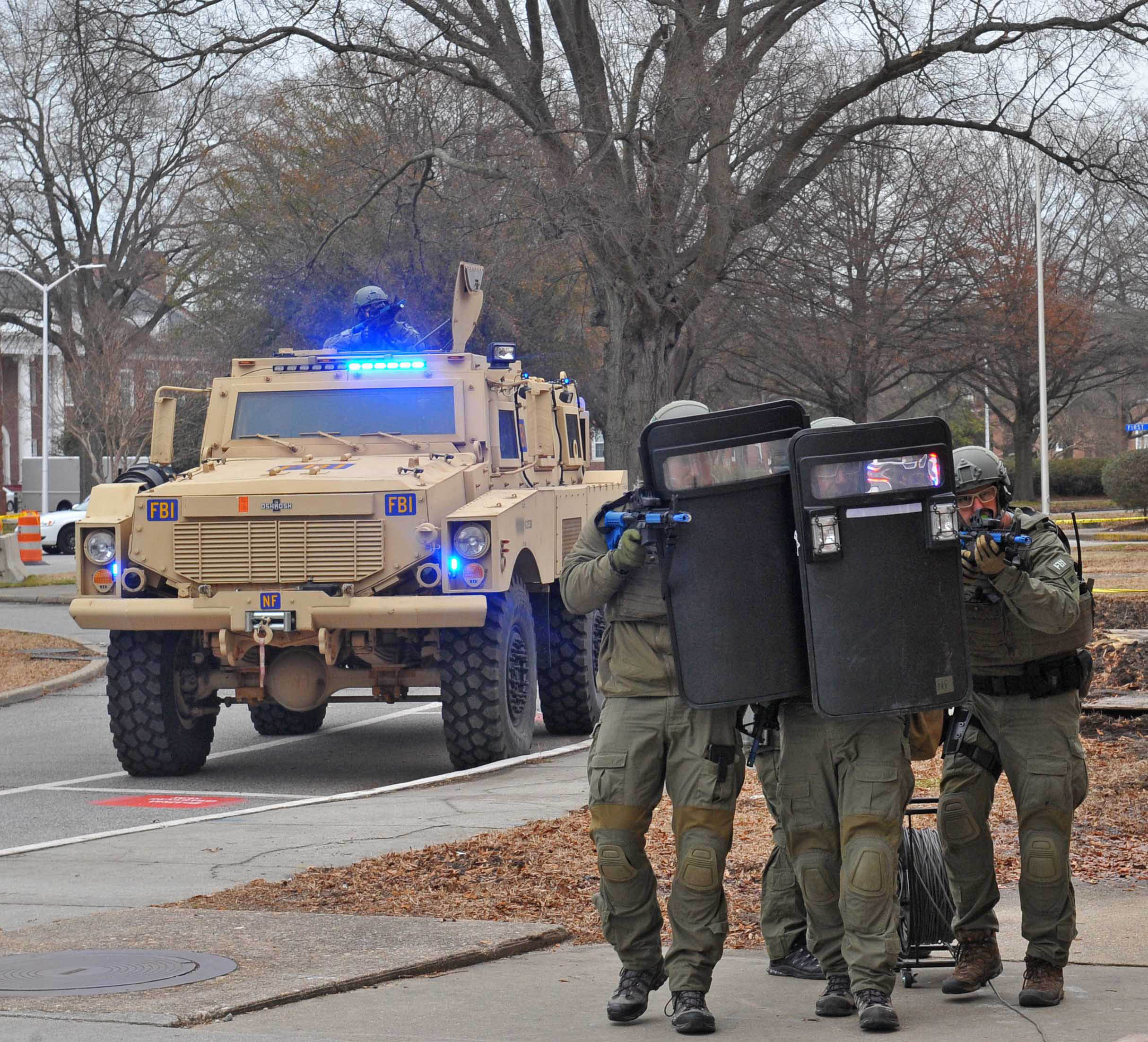
対テロ訓練に従事するFBIのSWATチーム

警察戦術部隊（けいさつせんじゅつぶたい、英: Police tactical unit, PTU）は、通常の部隊の能力を超える状況に対処するための専門性の高い法執行機関の部隊を表す言葉の一つ。実際の部隊名はもちろんカテゴリとしての名称もまだ定まっておらず、研究者によって警察特殊部隊（英: Specialized police unit, SPU）、準軍事的警察部隊（英: Police paramilitary unit, PPU）など様々な名称が提唱されているが、本項目では1つ目の名称を用いる。
これらの部隊の任務には、危険な容疑者に対する捜索および逮捕の令状の執行や、武装した凶悪犯の逮捕または無力化、銃撃戦などの高リスク事案への介入、人質救出作戦や対テロ作戦などがある。

## 定義
警察戦術部隊は、武器の使用や逮捕手続き、近接戦闘、ドア・ブリーチング、対テロ作戦などの責務を遂行するために、選抜され戦術能力を訓練した要員で構成される専門部隊である。PTUは、警察向けの装備のみならず軍用の特殊装備も備えている。PTU要員も危機交渉能力の訓練を受ける場合がある。
PTUは文民当局の権限の下にある警察部隊、または内務・防衛当局の権限の下にある国家憲兵隊的な警察部隊の一部であるが、正式な軍事的地位を有している場合もある。
国によっては、沿岸警備隊や税関、矯正機関などに、同等の任務や訓練、設備を持つ専門部隊を設置している政府機関もある。
アメリカ合衆国では、警察戦術部隊はSWATの総称で知られている。オーストラリアでは、連邦政府が同様の部隊を表現する際に警察戦術グループ（police tactical group）という用語を使用している。欧州連合は国家対テロPTUに対して特別介入部隊（special intervention unit）という用語を使っている。

## 特徴

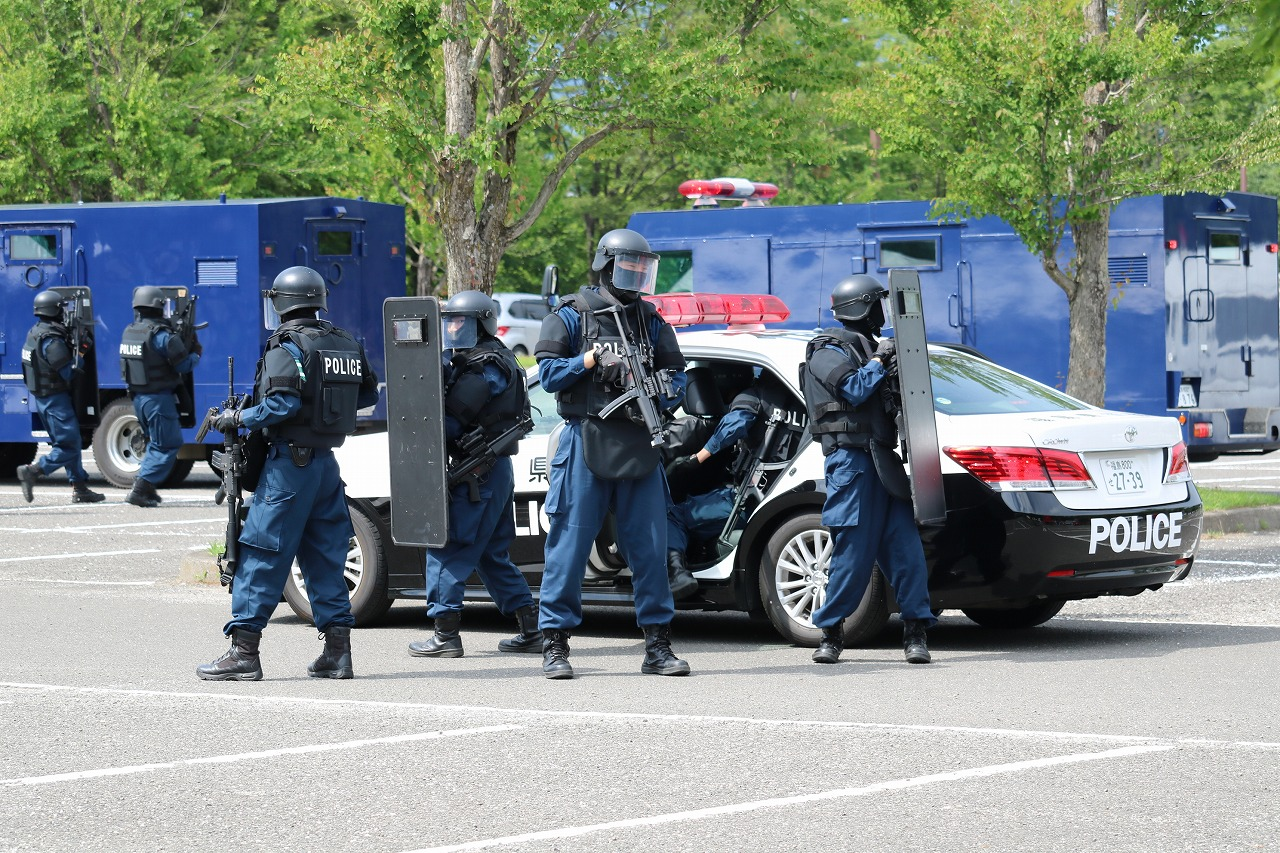
2020年東京オリンピックに向けて、訓練中の福島県警銃器対策部隊

警察戦術部隊は、組織体制や選抜方式、訓練様式、装備、作戦方法論などにおいて軍の特殊部隊と類似している場合が多い。
人質救出などの特定の対テロ作戦に比べて、武力紛争や警察活動で運用される場合、その役割、戦術、武力は著しく集中した限定的なものになる。対テロ作戦を除けば、警察と軍の部隊の役割は、軍の部隊の役割が敵戦闘員に対して許容された武力を最大限に行使する結果になりうるのに対し、警察部隊の役割は、交渉も含めて容疑者を制圧するに足る最低限の武力しか行使しないという点で異なっている。